# Cambiano
 Cambiano  (piemontiul: Cambiagn) Olaszország Piemont régiójának, Torino megyének egy községe.

## Földrajza

Cambiano község Torino megye térképén

A vele szomszédos települések: Chieri, Moncalieri, Pecetto Torinese, Pino Torinese, Santena, Trofarello és Villastellone.

## Látványosságok
A  Parrocchia dei Santi Vincenzo e Anastasio templomot  1640-ben pusztították el a zsákmányoló csapatok, és a század második felében épült újjá. A templomhoz tartozik egy 52 méter magas harangtorony.

## Testvérvárosok
- Aquilonia, Olaszország
- Monteverde, Olaszország